# آبشار کانیون
آبشار کانیون (به انگلیسی: Canyon Falls) آبشاری است که در واشنگتن، ایالات متحده آمریکا واقع شده و ارتفاع کلی ریزشگاه آن ۴۰ پا (۱۳ متر) است.